# Rompope
A rompope egyfajta tojáslikőr, amelyet főként Latin-Amerika északi részén, azon belül is Mexikóban kedvelnek leginkább. Színe sárga, állaga kissé krémes, fő összetevői a tojássárgája mellett a tej, a fahéj, a cukor és az alkohol, de szoktak bele tenni mandulát vagy más hasonló magokat is. Fogyasztják aperitifként is, de készítenek belőle például flant, fagylaltokat, zseléket és süteményeket is, valamint áztatnak bele gyümölcsöket is. Belőle származik a nagyon hasonló, Chilében készülő rompón nevű ital.

## Története
A rompope pontos eredete ma sem ismert, de szinte bizonyos, hogy Mexikóból származik. A legelterjedtebb legenda szerint a spanyol gyarmati időszakban a pueblai klarissza apácák voltak azok, akik a legízletesebb ételeket és italokat készítették megvendégeltjeik számára, köztük saját találmányaikat is: egyik ilyen találmányuk a rompope volt. A történet szerint egy Eduviges nevű mesztic nővér volt az, aki ennek a tojáslikőrnek az előállításával foglalkozott, de mivel az ital alkoholtartalma miatt az apácák számára „tiltott gyümölcsök” közé tartozott, Eduviges külön engedélyt kapott a püspöktől, hogy készítés közben kóstolgathassa. Azonban az ital olyan jó ízű volt, a többi apáca pedig annyira kíváncsi volt, hogy Eduviges végül meg tudta győzni a püspököt, hogy mindenkinek engedélyezze a fogyasztását, mondván, „naponta egy kis pohár nem árt senkinek”. Így maradt fenn és terjedt el lassan az eredetileg csak az új-spanyolországi elit számára készülő ital a nép többi rétege közt is, ma már egész Mexikóban készítik és isszák.

## Összetevői, készítése
A rompope úgy készül, hogy összekeverik az összetevőket: tehéntejet, tojássárgáját, cukrot, mandulát (vagy például diót, fenyőmagot, pisztáciát), alkoholt és legfeljebb 2%-nyi keményítőt vagy más sűrítőanyagot, majd a keveréket megfőzik. Vannak, akik vaníliát, kávét, vagy színezőanyagot is tesznek bele. Míg alkoholtartalma 10–15% között mozog, cukortartalma igen magas: a teljes ital negyedét, harmadát, vagy akár még nagyobb részét is kiteheti a cukor.